# Schmuck

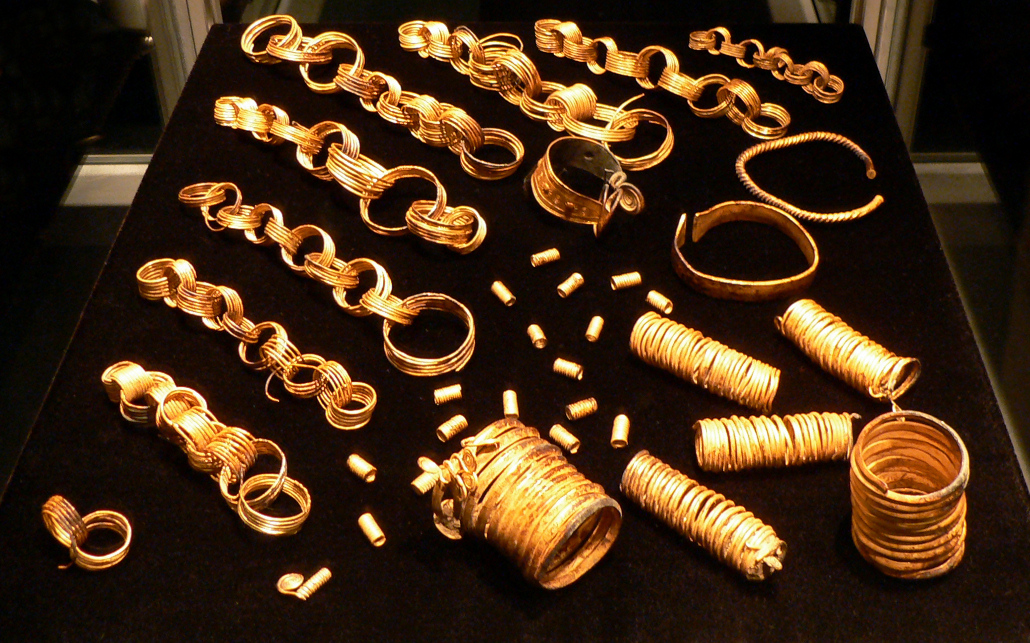
Der 117-teilige Goldhort von Gessel (Niedersachsen), mittlere Bronzezeit, 14. Jahrh. v. Chr.

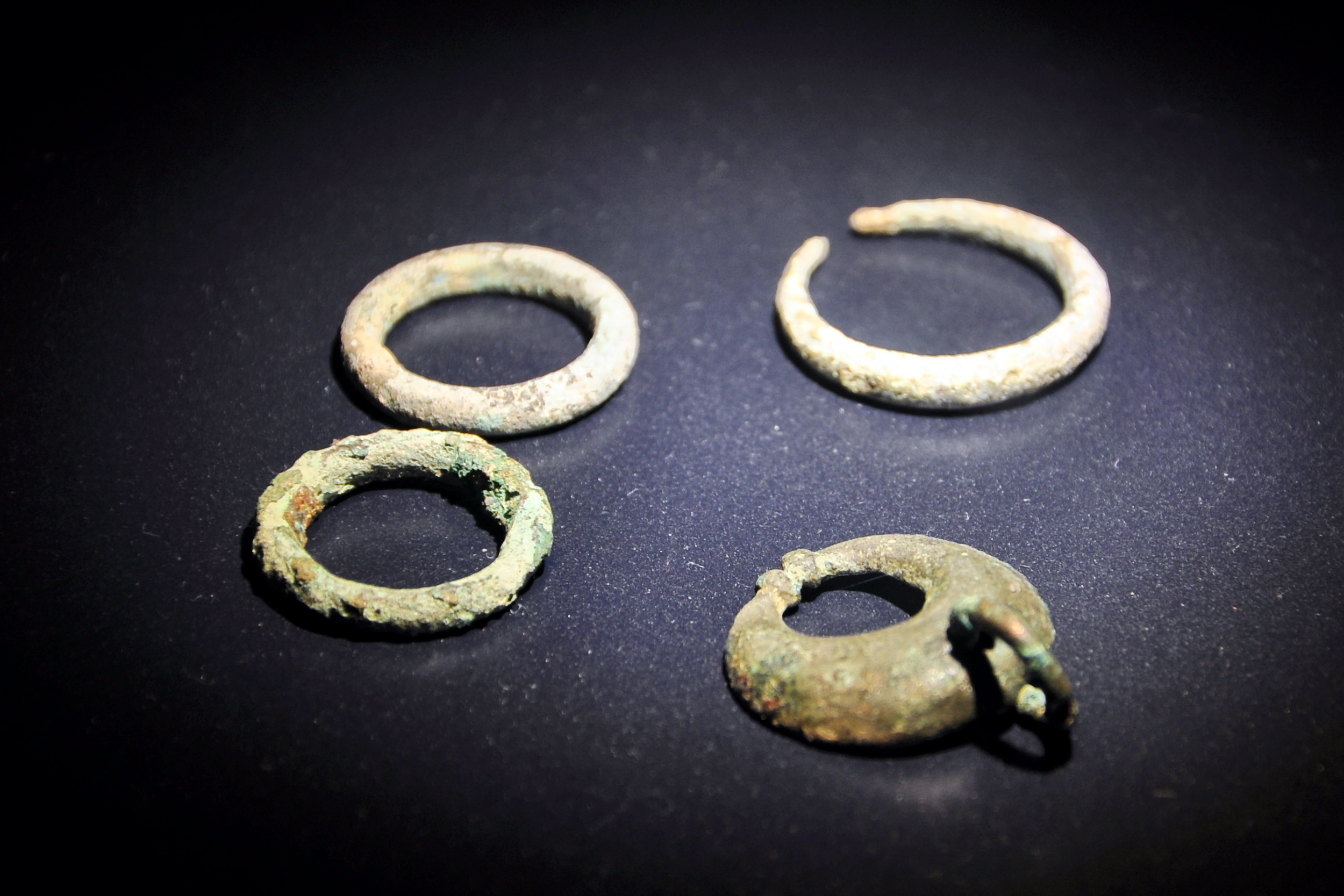
Fundort Thermengasse im römischen vicus Turicum (Zürich): Fingerringe und ein halbmondförmiger Anhänger aus Bronze.

In Gold gefasster Eberzahn. Völkerwanderungszeit. Römisch-Germanisches Museum

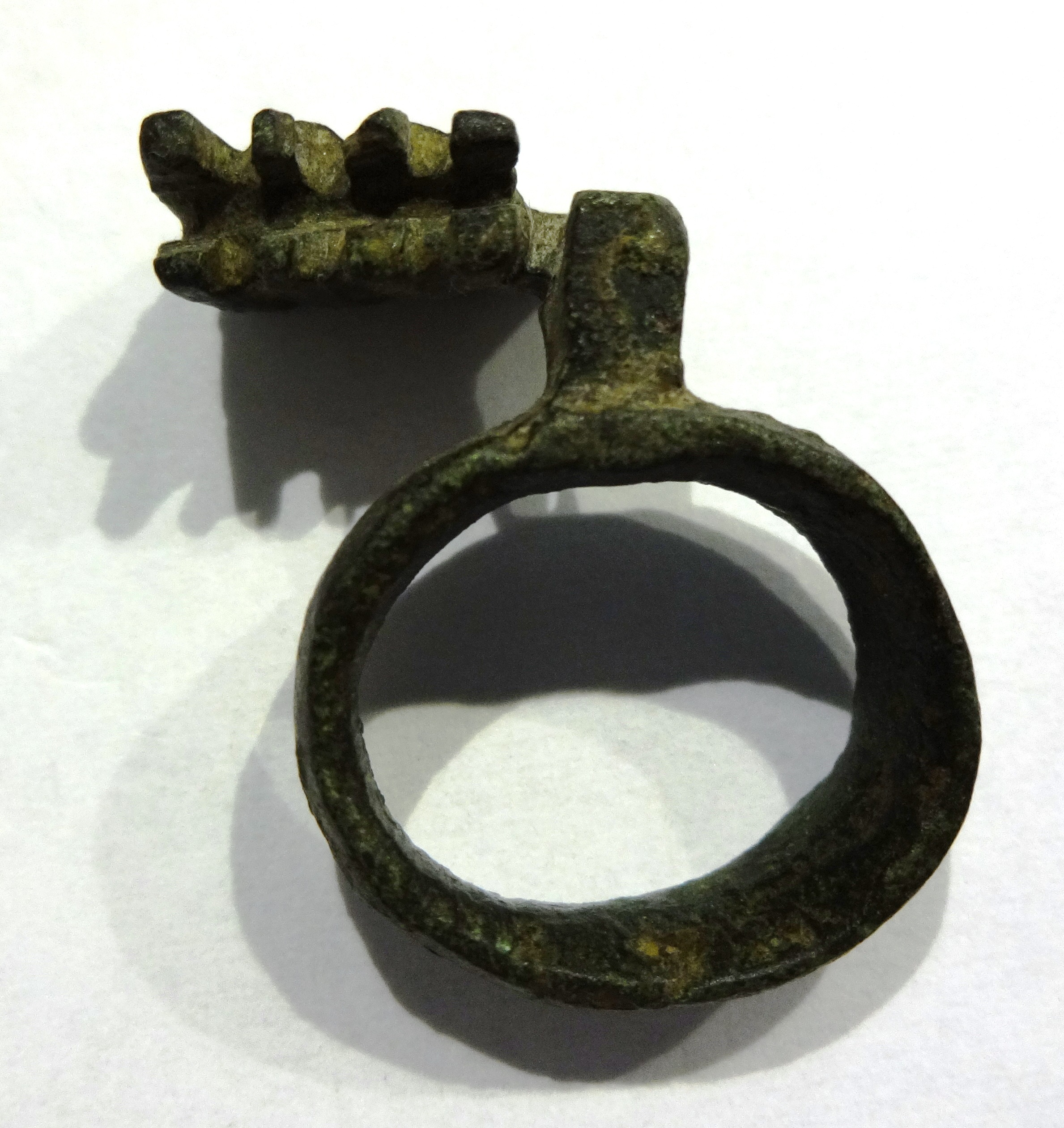
Schlüsselring, Bronze, vermutlich römisch

Schmuck ist ein Ziergegenstand oder eine Maßnahme zur Verschönerung. Der Begriff hat eine weitere und eine engere Bedeutung:
- Im weitesten Sinne sind mit Schmuck Verzierungen gemeint, also Maßnahmen zur Verschönerung, zur optischen Aufwertung oder zu einer Wohlstand repräsentierenden (Aus-)Gestaltung von Räumen, Objekten oder Personen. Man spricht auch von Ausschmückung oder dekorativen (schmückenden) Elementen.
- Im engeren Sinne bezeichnet der Begriff Schmuck einen subjektiv als schön empfundenen Gegenstand (Ziergegenstand, aber auch Bemalung).
- Im engsten Sinne sind unter Schmuck Gegenstände zu verstehen, die an Körper und Kleidung des Menschen angebracht werden, und der Zierde dienen. Schmuck bezeichnet auch die Elemente, die Tiere oder Pflanzen zu analogen Zwecken als Kommunikationsmittel im weitesten Sinne ausbilden.

## Etymologie
Das Wort ‚Schmuck‘ hat denselben Ursprung wie das Wort Geschmeide, das wie mittelhochdeutsch gesmîdec (leicht zu bearbeiten, gestaltbar, geschmeidig) und althochdeutsch smîda (Metall) von der germanischen Wurzel smi (in Metall arbeiten) stammt.

## Allgemeine Geschichte
Die Verwendung von Schmuck geht auf die Anfänge der Menschheit zurück: Forschungen aus dem Jahr 2006 weisen darauf hin, dass Menschen sich bereits vor 100.000 Jahren mit Muscheln schmückten – mindestens 25.000 Jahre früher als bislang angenommen. Halsschmuck in Form sowohl von einfachen als auch schon mehrgliedrigen Halsketten ist bereits aus der Altsteinzeit belegt (vgl. Jungpaläolithische Kleinkunst). Die Menschen der Steinzeit arbeiteten ihre Halsketten aus Muschel- und Schneckengehäusen (z. B. Kaurischnecken), Tierzähnen, Fischwirbeln und Perlen. Anhänger wurden aus Knochen, Steinen und auch bereits aus Bernstein gearbeitet.
Mit der Entdeckung der Verarbeitungsmöglichkeiten von Kupfer und Bronze wurden diese in Spiralröllchen, Plättchen, Metallperlen, Ringe und Scheiben verarbeitet. Selbst Äxte und Beile hatten zunächst nur Schmuckfunktion, da sie im Verhältnis zu Steinwerkzeugen zu weich waren. Die praktische Verwendung folgte der Schmuckfunktion daher mit zeitlichem Abstand. Die Verwendung organischer Stoffe wie Tierzähne oder auch Bernstein nahm entsprechend ab. In der vorchristlichen Zeit war Schmuck neben anderen Gegenständen auch Grabbeigabe. Zudem wurde Schmuck nicht nur im Endneolithikum als nonverbales Zeichensystem benutzt, mit dessen identitätsstiftenden Charakter sich soziale, territoriale und religiöse Gruppen optisch differenzieren konnten.
Mit der Entdeckung der Metallverarbeitung in der Bronzezeit über die Glasherstellung bis zur Entwicklung neuer Stoffe im 20. Jahrhundert (beispielsweise Kunststoff) konnte sich die Bandbreite der verwendeten Materialien bei der Schmuckanfertigung (Bijouterie) entsprechend erweitern. Mit der Verwendung von kostbaren Materialien wurde der Schmuck zugleich auch ein Wertgegenstand, der bei Tauschgeschäften verwendet wurde.

## Aufgaben und Funktionen von Schmuck

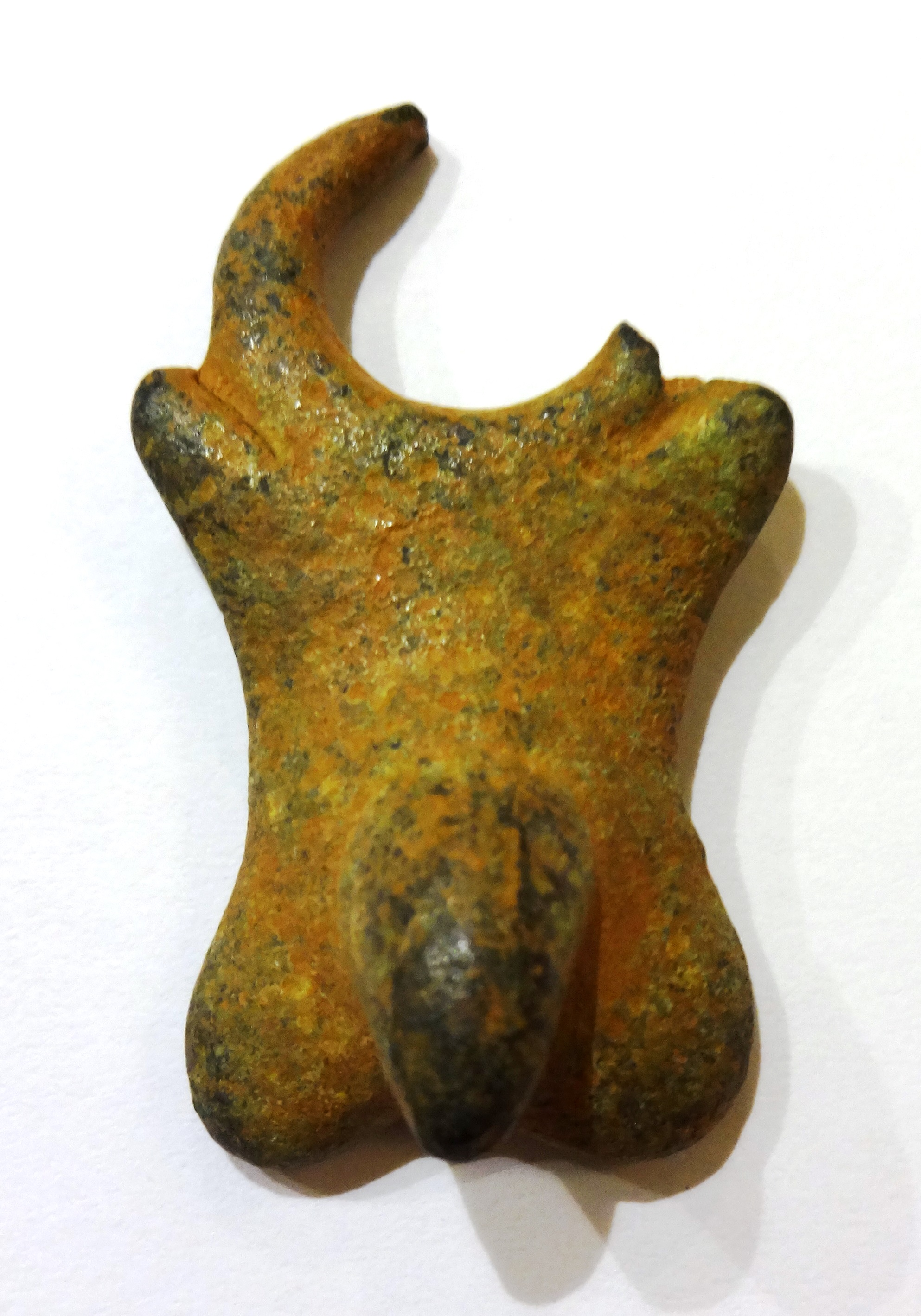
Römisches Amulett mit männlichen Genitalien zur Abwehr von Unheil, ca. 1.–4. Jh. n. Chr.

Schmuck kann allein ästhetische Funktionen besitzen oder auch in Verbindung mit einem praktischen oder sozialen Gebrauch stehen. Gebrauchsgegenstände werden häufig verziert und umgekehrt können ursprünglich reine Schmuckgegenstände auch mit einem Gebrauchswert versehen werden. Beispiele für Schmuck mit Gebrauchsfunktion sind: der Schlüsselring (kurzer Schlüssel der in römischer Zeit auf einem Ring befestigt war) und der Siegelring, (der in griechischer und römischer Zeit auch zur Beurkundung von Verträgen auf Ton oder Wachs genutzt wurde). Aus Sicht ihrer Träger kann eine mystische Wirkung auch praktisch sein, wenn z. B. einem Amulett mit einem bestimmten Symbol die Fähigkeit zugesprochen wird, Unheil abzuwenden. Schmuck kann auch Signalwirkung zukommen mit der z. B. ein sozialer Status oder eine Zugehörigkeit angezeigt wird. Beispiele sind der Ehering, der Bischofsring oder die Krone.
Schmuck kann auch als Wertreserve und Zahlungsmittel dienen (siehe dazu auch Geschichte des Geldes). Gerade in wirtschaftlich schwächer entwickelten Ländern dient der Goldschmuck, den Frauen ständig am Körper tragen, als materielle Notreserve der Familie. Bis in das 19. Jahrhundert hinein war es bei friesischen Fischern und Seefahrern üblich einen goldenen Ohrring zu tragen, von dessen Wert ihre christliche Bestattung finanziert werden konnte, wenn sie ertrunken an eine fremde Küste angeschwemmt wurden.
Die Körperbemalung kann neben einer Signalwirkung (Stammeszugehörigkeit, Kriegsbemalung) auch dem Schutz der Haut vor zu intensiver Sonneneinstrahlung oder vor Insekten dienen. Auch das seit früher Zeit im Alten Ägypten übliche Schminken aus Malachit und Bleiglanz um die Augen herum soll neben der ästhetischen Wirkung dem Schutz gegen Fliegen und die Blendwirkung der Sonne gedient haben.
Beim Brustwarzen- und Intimpiercing steht neben einem ästhetischen Motiv auch die Absicht einer sexuellen Stimulation durch mechanische Reize.

## Körper- und Kleiderschmuck

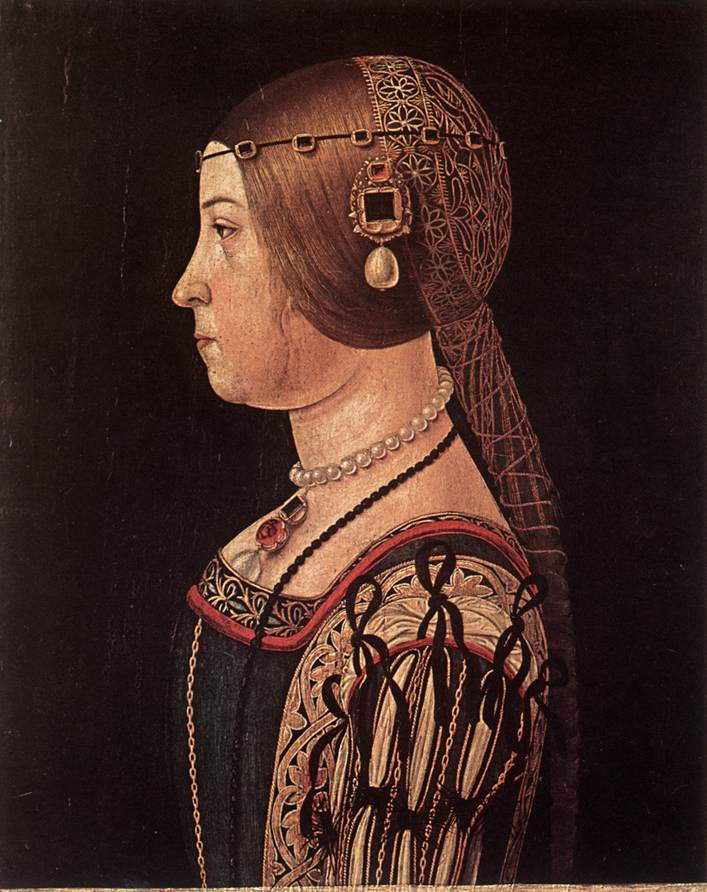
Italienische Dame mit Ferronière und Perlencollier, jeweils mit einem Gehänge versehen, sowie lang herabhängender Perlenkette aus nicht definierbarem schwarzen Material, in einem mit metallenen Gliederketten und Bändern besetzten Gewand.
Renaissance, 1490/1510.

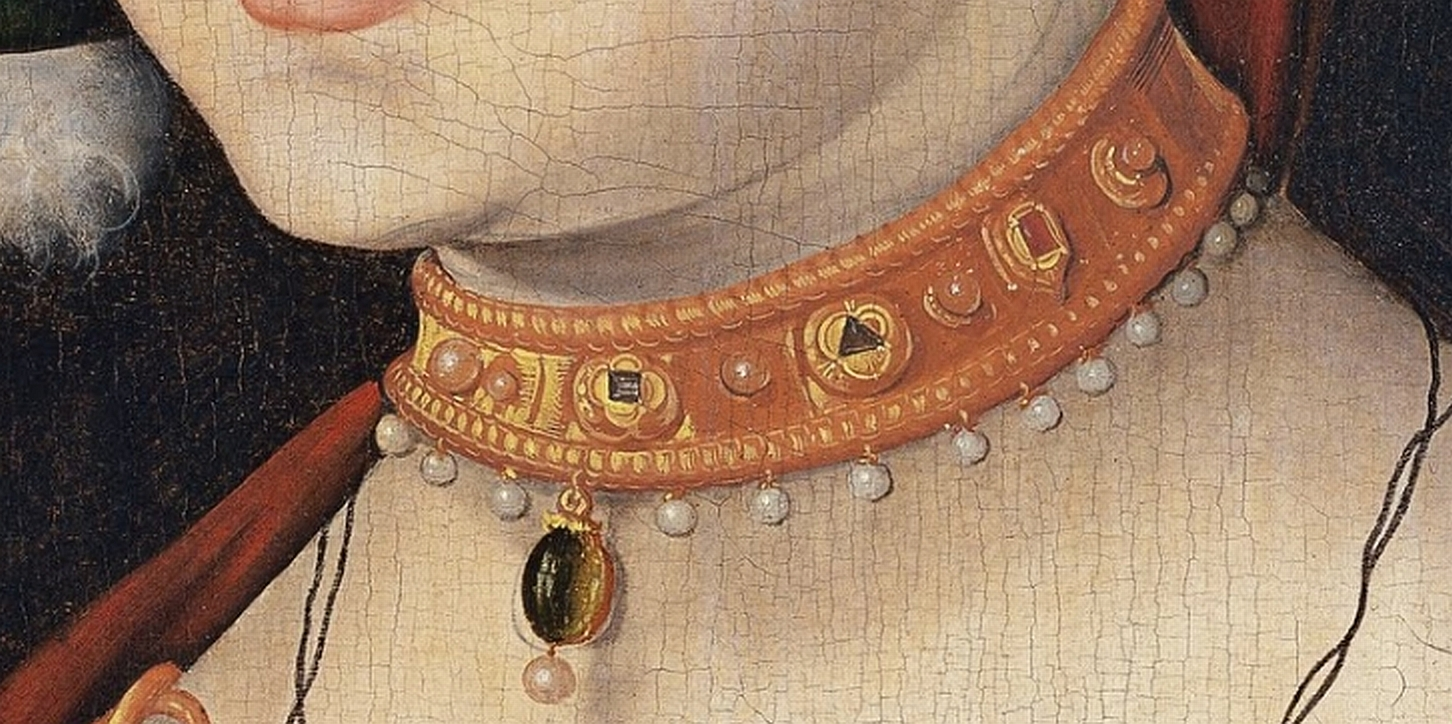
Der Carcan, ein breites aus Gold gefertigtes, mit Edelsteinen und Perlen verziertes eng am Hals anliegendes Frauenhalsband, Detail eines Porträts von Hans Baldung, um 1530.

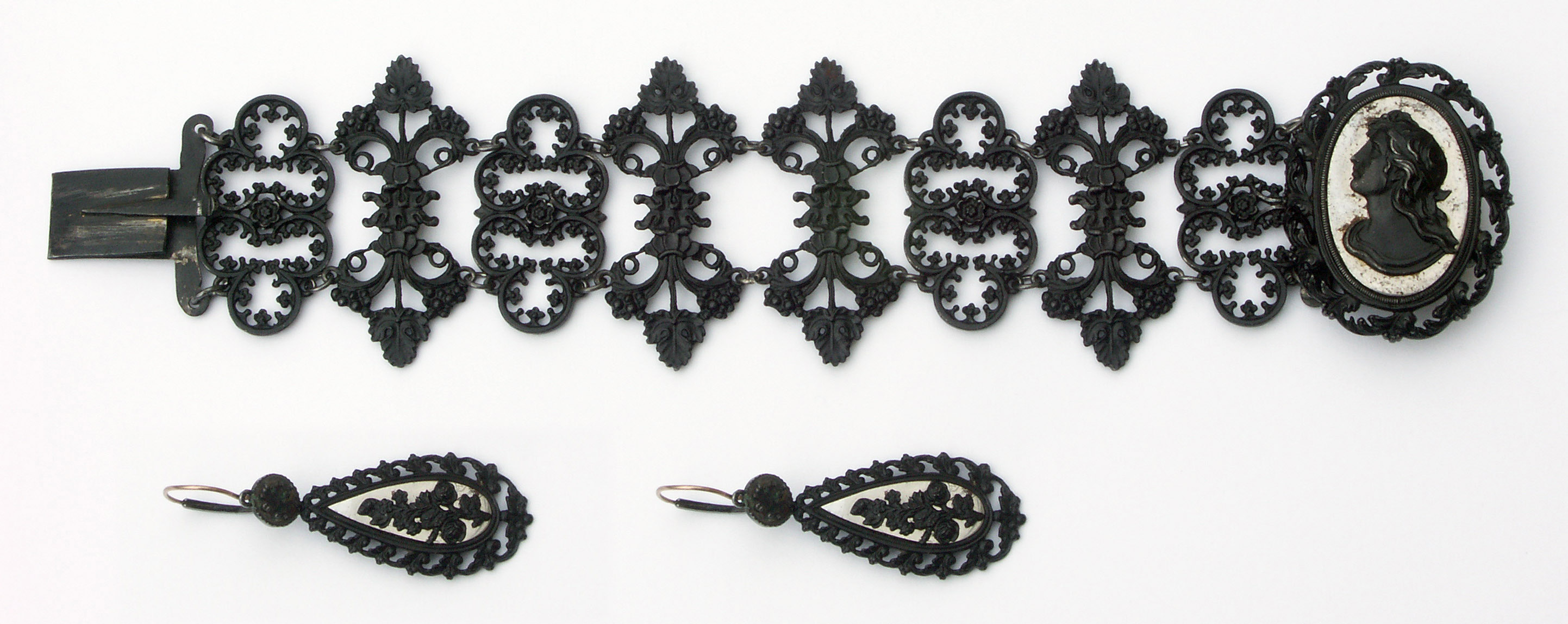
Armband und Ohrringe, Berliner Eisenschmuck, erste Hälfte des 19. Jh.

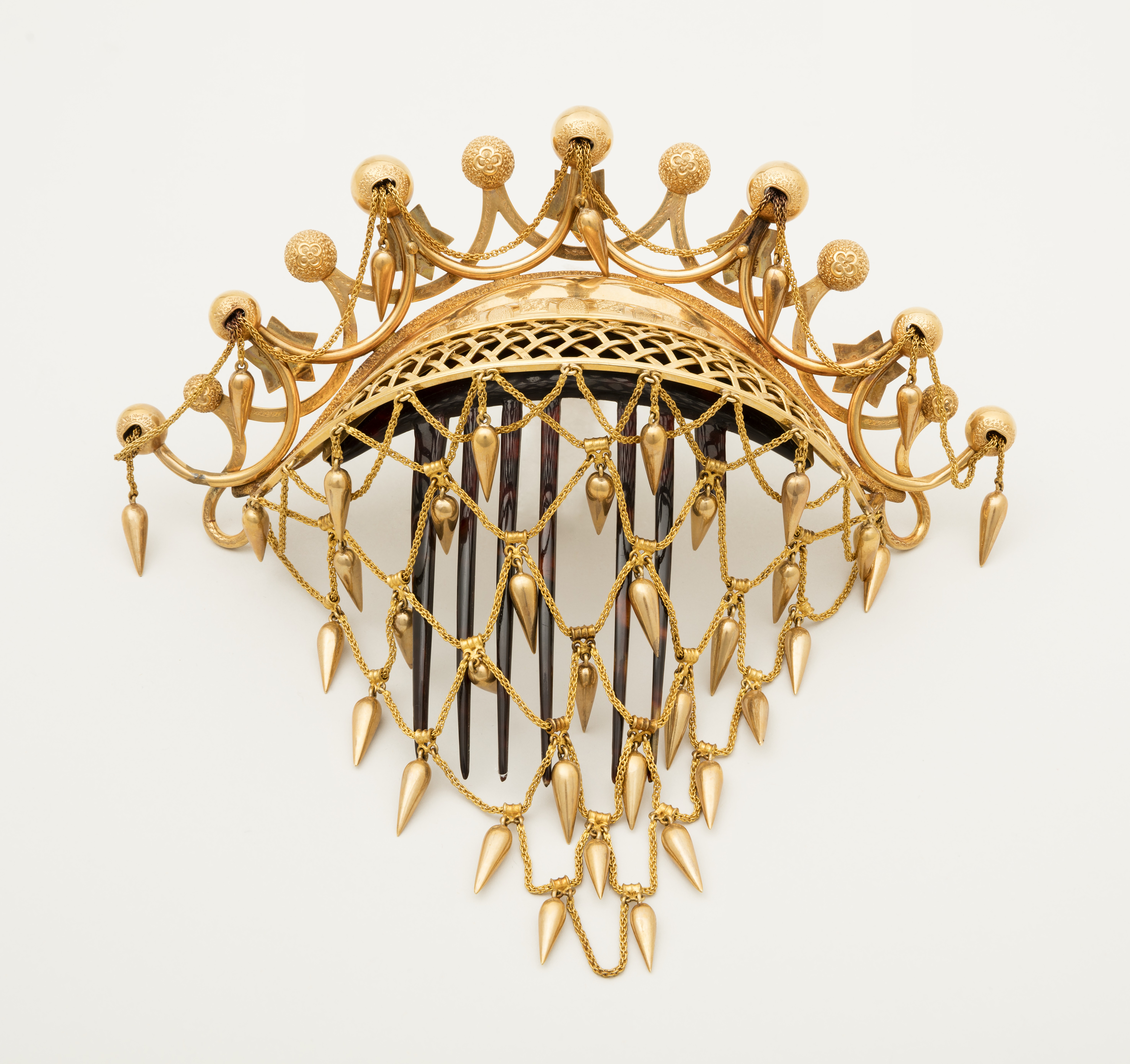
Einsteckkamm, Schildpatt und Gold, 19. Jh.

Bei Menschen ist Schmuck ein Ziergegenstand, der am Körper getragen wird. Der Schmuck dient in erster Linie dazu, die Attraktivität oder den Stellenwert einer Person innerhalb einer Gesellschaft oder Gruppe zu erhöhen oder einen Status sichtbar darzustellen (zum Beispiel die Kronjuwelen). Schmuck ist einerseits an die Faszination des Materials gebunden, etwa an das Metall mit seinem Glanz oder an die Farbigkeit von Edelsteinen, andererseits an formale Aspekte der Schmuckform.
Schmuck unterscheidet man unter anderem:
nach Form
- Ketten
- Bänder
- Ringe

nach Funktion
- Anhänger,
- Gürtelschnallen
- Schmuckuhr

nach Material
- Metall- bzw. Edelmetallschmuck wie Bronzeschmuck, Eisenschmuck, Goldschmuck, Platinschmuck, Silberschmuck, Silber-Türkisschmuck
- Emailschmuck
- Fossilschmuck
- Haarschmuck
- Perlenschmuck
- Schmucksteine (besonders wertvoll und bearbeitet Juwelen genannt)

nach Herstellungsweise
- Filigranschmuck
- 3D-gedruckter Schmuck

nach geschmücktem Körperteil
- Armschmuck: Armband oder Armreif
- Fingerschmuck: Fingerring, Nagelschmuck
- Fußschmuck: Fußkettchen, Zehenring
- Halsschmuck: Halsband, Halskette, Halskragen, Halsring oder -reif, Torques
- Intimschmuck
- Kopfschmuck:  Aigrette, Diadem, Ferronière
  - Haarschmuck, Haarnadeln, Einsteckkämme, Haarklammern, Kanzashi
- Mundschmuck
- Nasenschmuck
- Ohrenschmuck: Ohrringe und -stecker

nach Anbringung
- Ansteckschmuck, zum Beispiel Broschen, Nadeln, Pins, Abzeichen
- Piercingschmuck
- Auf die Haut geklebter Schmuck, beispielsweise Bindis

nach Anlass
- Brautschmuck
- Trauerschmuck

nach Preis
- Modeschmuck, günstig produzierter Schmuck

nach regionaler oder kultureller Herkunft
- Friesenschmuck
- Hümmlingschmuck[7]
- Toledoschmuck
- Berberschmuck
- Indianerschmuck
- Navajoschmuck
- Hopischmuck
- Zunischmuck
- Black-Hills-Schmuck

Eng verwandt mit diesem Thema ist Kleidung Kategorie:Kleiderschmuck, Körperbemalung (Schminken), Tätowierungen und Narben.

## Tierschmuck
Tierschmuck wird bei Haustieren angebracht und dient meist als Statussymbol der Besitzer.
Ein klassischer Schmuck bei Haustieren ist beispielsweise bei Pferden ein mit kleinen Metallscheiben und ähnlichem versehenes Geschirr, sowie Decken, Bänder und weitere Verzierungen. Diese werden vor allem bei offiziellen Anlässen angelegt (etwa bei Paraden), um die Aufmerksamkeit auf die jeweiligen Reiter/Gruppen zu richten und gegebenenfalls die gesellschaftliche Stellung der Besitzer hervorzuheben. Ähnliches gilt für indische Elefanten sowie für andere Tiere. Der Kopfschmuck des Leittieres beim Almabtrieb soll den Erfolg des Besitzers anzeigen.
Teilweise kommt zur dekorativen Funktion auch ein funktionaler Gebrauch hinzu. So erleichtert eine Kirchenglocke bzw. ein Glöckchen die Lokalisation, beispielsweise bei Kühen, Schafen oder Katzen. Verzierte Halsbänder dienen weiterhin auch der Kontrolle von Hunden.

## Schmückende Ausgestaltung der menschlichen Umgebung
Das Bedürfnis des Menschen nach einer schmückenden Ausgestaltung seiner Umgebung erstreckt sich auf Gegenstände aller Art, Räumlichkeiten und Gebäude.

### Gebäudeschmuck
Zum Gebäudeschmuck zählen
- Fassade
- Gesimse
- Ornament
- Sohlbank
- Gurtprofil
- Giebelschmuck

### Buchschmuck
Die Bezeichnung Buchschmuck steht in den Bereichen Buchgestaltung und Grafikdesign für alle verzierende Elemente eines Schriftwerks.

### Das Schmücken zu feierlichen Anlässen
Das zeitlich begrenzte Schmücken, das zu feierlichen, offiziellen, religiösen, privaten oder anderen Anlässen neben Gegenständen, Räumlichkeiten und Gebäuden beispielsweise zur Weihnachts- oder Osterzeit auch den öffentlichen Raum erfasst, fällt in den Bereich des Brauchtums.
Siehe: Kategorien Feste und Brauchtum (Religion), Feste und Brauchtum nach Jahreszeit, Feste und Brauchtum nach Staat.

## Schmuckmarken (Auswahl)
- Bijou Brigitte
- Bulgari
- Cartier
- Chanel
- Christ
- Chopard
- Dior
- Hermès
- Pandora
- Piaget
- SIX
- Swarovski
- Thomas Sabo
- Tiffany & Co.
- Wellendorff
- Wempe